# چشمه آب‌مروارید
چشمهٔ آب‌مروارید از مشهورترین چشمه‌های کوهستان الوند است. چشمه‌ای پرآب و بسیار گواراست که آب آن همراه آب چشمه افعی از مسیر رود وفرجین می‌گذرد. در حوالی چشمه مروارید، نوعی درخت بید به نام درخت مروار می‌روید. شاید به این دلیل یا به خاطر زلال بودن آب چشمه، نام مروارید بر آن نهاده‌اند.
در کوهستان الوند علاوه بر قلل مرتفع و شیب‌دار، دشت‌های کوچکی وجود دارد؛ که سطح آن‌ها از چمن‌زار پوشیده شده و چشمه‌های بسیار در آن‌ها جریان دارد. مهم‌ترین این چشمه‌ها عبارتند از:
- چشمه حوض‌نبی
- چشمه تخت نادر، در ابتدای تخت نادر واقع و چشمه‌ای نسبتاً پرآب است.
- چشمه کلاغ‌لان، چشمه‌ای دایمی است که در چمن زار کلاغ‌لان جریان می‌یابد.
- چشمه قاضی، در دره مرادبیگ جاری است و آب مصرفی روستای دره مرادبیگ را تأمین می‌کند.
- چشمه ملک، سرچشمه رودخانه‌ای است که در دره دیوین جریان دارد.
- هفت چشمه، در دامنهٔ جنوبی چهارقله و در جادهٔ منتهی به  پیست اسکی تاریک دره جاری است.
- چشمه خسرو، در مسیر قله یخچال به قله کلاه‌قاضی در جریان است.
- بهشت آب، در سمت دره کیوارستان و جنوب قله الوند چشمه کوچکی است که از شکاف صخره‌ای بیرون می‌آید.
- چشمه افعی، در دامنهٔ دوزخ‌دره واقع است.
- چشمه آب مروارید.[۱]